# Def Leppard (album)
Def Leppard je jedenácté studiové album anglické rockové skupiny Def Leppard, vydané 30. října 2015 přes vydavatelství Bludgeon Riffola/Mailboat Records a earMUSIC Records. Album bylo vydáno sedm let od alba Songs From The Sparkle Loungle (2008), a šlo tak o první nejdelší mezeru mezi alby v historii skupiny. Následující album Diamond Star Halos skupina vydala rovněž po sedmi letech.

## Seznam skladeb
| Pořadí | Název                   | Autor                                    | Délka |
| ------ | ----------------------- | ---------------------------------------- | ----- |
| 1.     | Let's Go                | Rick Savage, Joe Elliott                 | 5:01  |
| 2.     | Dangerous               | Phil Collen, Elliott                     | 3:26  |
| 3.     | Man Enough              | Collen, Elliott                          | 3:54  |
| 4.     | We Belong               | Elliott                                  | 5:06  |
| 5.     | Invincible              | Rick Allen, Elliott                      | 3:46  |
| 6.     | Sea of Love             | Collen                                   | 4:04  |
| 7.     | Energized               | Collen                                   | 3:23  |
| 8.     | All Time High           | Elliott                                  | 4:19  |
| 9.     | Battle of My Own        | Savage, Elliott                          | 2:42  |
| 10.    | Broke 'N' Brokenhearted | Collen, Elliott                          | 3:17  |
| 11.    | Forever Young           | Collen, Elliott                          | 2:22  |
| 12.    | Last Dance              | Savage                                   | 3:09  |
| 13.    | Wings of an Angel       | Collen, Elliott, Savage, Vivian Campbell | 4:23  |
| 14.    | Blind Faith             | Collen, Elliott, Savage, Campbell        | 5:33  |

## Obsazení

### Def Leppard
- Joe Elliott – zpěv, akustická kytara
- Rick Savage – baskytara, doprovodný zpěv, spoluzpěv (4, 12)
- Phil Collen – kytara, doprovodný zpěv, spoluzpěv (4)
- Rick Allen – bicí, doprovodný zpěv, spoluzpěv (4)
- Vivian Campbell – kytara, doprovodný zpěv, spoluzpěv (4)

### Hostující
- Debbi Blackwell-Cook – doprovodný zpěv (6)